# حسن الصفار
حسن بن موسى بن الشيخ رضي الصفار (ولد سنة 1958م القطيف) رجل دين مسلم شيعي وأستاذ وخطيب وكاتب سعودي معاصر.

## مسيرته
تعلم القرآن الكريم ودرس الابتدائية في مدرسة زين العابدين، ثم التحق بمدرسة الأمين المتوسطة بالقطيف. وهاجر إلى النجف للدراسة في الحوزة العلمية سنة 1391ه ـ 1971م وبعد سنتين انتقل إلى الحوزة العلمية في مدينة قم إيران سنة 1393ه ـ 1973م ثم التحق بمدرسة الرسول الأعظم في الكويت سنة 1394هـ لمدة ثلاث سنوات، وواصل دراساته العلمية في طهران من سنة 1400ه ـ 1980م إلى سنة 1408ه ـ 1988م. وتلقى حسن الصفار علومه ومعارفه على يد مجموعة من العلماء . وقد أُجيز من قبل المرجع الديني الأعلى آية الله العظمى السيد علي السيستاني  و كذلك من قبل المرجع الديني الشيخ محمد إسحاق الفياض  والمرجع الديني السيد محمد الحسيني الشيرازي  و المرجع الديني السيد محمد رضا الكلبايكاني  و المرجع الديني الشيخ ناصر مكارم الشيرازي  و المرجع الديني السيد صادق الحسيني الشيرازي.

## الخطابة
بدأ حسن الصفار ممارسة الخطابة الدّينية عام (1388هـ/1968م)، وعمره إحدى عشر سنة، واستضافته مختلف المجتمعات لإحياء المواسم والمناسبات الدينية بمحاضراته، في الإحساء، والبحرين، والكويت، وسلطنة عمان، وقطر، ودبي، ودمشق، وقم، وطهران. و ألف أكثر من 147 كتاب في مختلف المعارف الدينية والثقافية .
بعد انتصار الثورة الإسلامية في إيران سنة« 1979م » أذيعت محاضراته وخطاباته من القسم العربي في إذاعة الجمهورية الإسلامية الإيرانية
صدر له أكثر من 4000 شريط كاسيت وفيديو مسجل لمحاضراته تتداول في مختلف المناطق.

### نشاطه الفكري
نشرت له عدد من المجلات العلمية والثقافية بحوثاً ومقالات منها: مجلة(الكلمة)، ومجلة (الواحة)، ومجلة(البصائر)، ومجلة (الحج والعمرة)، ومجلة(المنهاج)، ومجلة(رسالة التقريب)، ومجلة(الوعي المعاصر)وغيرها.
كما نشرت له بعض الصحف اليومية مقالات أسبوعية منتظمة منها: جريدة(اليوم) السعودية، وجريدة(الوطن) السعودية، وجريدة(الأيام) البحرينية.
عضو في الهيئة الاستشارية لمجلة(الكلمة) والهيئة الاستشارية لمجلة (الوعي المعاصر).
عضو في الجمعية العمومية للمجمع العالمي للتقريب بين المذاهب الإسلامية، وشارك في مؤتمرات الحوار الوطني بالمملكة العربية السعودية، ومؤتمرات مركز الشباب المسلم في الولايات المتحدة الأمريكية، وبعض مؤتمرات وزارة الأوقاف والشئون الإسلامية في الكويت، ووزارة الأوقاف والشئون الإسلامية في مملكة البحرين.
أنشأ ورعى عدداً من المؤسسات الثقافية والاجتماعية في مختلف المناطق.
له دور ريادي في حركة التواصل والانفتاح مع مختلف الأطياف والتوجهات في الساحة الوطنية والإسلامية، وقام بمبادرات لفتح قنوات الحوار بين السلفيين والشيعة في المملكة العربية السعودية.
استضافته عدد من القنوات الفضائية في برامج حوارية لمناقشة قضايا الحوار المذهبي والوحدة الوطنية.
وصدر له أكثر من 147 كتاب في مختلف مجالات المعارف الدينية والثقافية، وترجم بعضها إلى لغات أخرى.
ومن مؤلفاته المطبوعة :
1. التعددية والحرية في الإسلام: بحث حول حرية المعتقد وتعدد المذاهب.
2. التسامح وثقافة الاختلاف: رؤى في بناء المجتمع وتنمية العلاقات.
3. التنوع والتعايش.
4. أحاديث في الدين والثقافة والاجتماع صدر منه 10 مجلدات.
5. علماء الدين قراءة في الأدوار والمهام.
6. فقه الأسرة.
7. السلفيون والشيعة نحو علاقة أفضل.
8. الخطاب الإسلامي وحقوق الإنسان.
9. صلاة الجماعة: بحث فقهي اجتماعي
10. السياسة النبوية ودولة اللاعنف.
11. شخصية المرأة بين رؤية الإسلام وواقع المسلمين.
12. المذهب والوطن: مكاشفات وحوارات صريحة مع سماحة الشيخ حسن الصفار أجراها الأستاذ عبد العزيز قاسم.
13. التعددية الدينية.. قراءة في المعنى.
14. الثابت والمتغير في الأحكام الشرعية.
15. الإنسان قيمةٌ عليا.
16. مسارات في ثقافة التنمية والإصلاح، صدر منه 10 مجلدات.

### النشاط العام
عضو في الاتحاد العالمي لعلماء المسلمين، وفي الجمعية العمومية للمجمع العالمي للتقريب بين المذاهب الإسلامية، وشارك في مؤتمرات للحوار الوطني بالمملكة العربية السعودية، ومؤتمرات مركز الشباب المسلم في الولايات المتحدة الأمريكية، ومؤتمرات لوزارة الأوقاف والشؤون الإسلامية في الكويت، ولوزارة الأوقاف والشؤون الإسلامية في مملكة البحرين، ولوزارة الأوقاف في الجمهورية العربية السورية، ومؤتمرات إسلامية وعلمية مختلفة.
أسس وقاد في وطنه حراكاً اجتماعياً يهدف إلى تعزيز القيم الدينية، وتحقيق مفهوم المواطنة والمساواة بين المواطنين، وتجاوز التمييز الطائفي، والإقصاء الثقافي والمذهبي باعتماد منهجية العمل السياسي والإعلامي والثقافي.
له دور ريادي في حركة التواصل والانفتاح مع مختلف الأطياف والتوجهات في الساحة الوطنية والإسلامية، وقام بمبادرات لفتح قنوات الحوار بين السلفيين والشيعة في المملكة العربية السعودية.و تربطه الكثير من العلاقات مع المرجعيات الدينية كالسيد علي السيستاني و السيد علي الخامنئي .